# الجمعية الأمريكية لعلم الأحياء الدقيقة

شعار الجمعية الأمريكية لعلم الأحياء الدقيقة.

الجمعية الأمريكية لعلم الأحياء الدقيقة (بالإنجليزية: American Society for Microbiology)‏، هي منظمة مهنية للعلماء المتخصصين في علم الفيروسات، علم البكتيريا، علم الفطريات، علم الطحالب (دراسة الطحالب الدقيقة والبكتيريا الزرقاء) ودراسة الكائنات الأولية وباقي جوانب علم الأحياء الدقيقة.
تضم الجمعية الأمريكية لعلم الأحياء الدقيقة أعضاء مكونين من علماء منخرطين في بحوث صرفة عن الطبيعة وحياة الكائنات الحية الدقيقة، بالإضافة إلى باحثين ناشطين في مجال علم الأحياء الدقيقة التطبيقية، على سبيل المثال في مجال بحوث الأدوية المعالجة للأمراض التي تسببها الكائنات الحية الدقيقة، أو في مجال تثمين أو تعزيز إمكانات الكائنات الدقيقة المنتجة للجبن، البيرة، الخبز، الزبادي، أو حتى في مجال توظيف الكائنات الحية الدقيقة في الزراعة أو تنقية التربة الملوثة أو تسرب النفط.

## تاريخ
تأسست الجمعية لأول مرة في سنة 1899 تحت اسم «جمعية علماء البكتيريا الأمريكيين»، بحلول شهر ديسمبر 1960 سرعان ما أعيدت تسميتها من جديد لتأخذ اسمها الحالي الذي هو «الجمعية الأمريكية لعلم الأحياء الدقيقة».

## المهام
تتلخص المهمة الأساسية للجمعية الأمريكية لعلم الأحياء الدقيقة في "تعزيز وتطوير العلوم الميكروبية. تسعى الجمعية لإنجاز هذه المهمة من خلال:
- توفير منصات لنشر الاكتشافات العلمية (كالكتب، المجلات والمؤتمرات).
- بناء النظم الصحية وتعزيز قدرات المختبرات في جميع أنحاء العالم.
- دعم تنظيم برامج التعليم والتدريب المهنية وإصدار الشهادات من أجل النهوض بمهن أعضاء الجمعية.
- إصدار برامج للتوعية تضمن اهتمام الشباب بمجال علم الأحياء الدقيقة.[5]
- اعتماد برامج للتدريب بعد الدكتوراه.[6]

## العضوية
يقع مقر الجمعية في الولايات المتحدة الأمريكية، على الرغم من ذلك تمتلك الجمعية حوالي 47000 عضو في جميع أنحاء العالم، يعيش ثلثهم على الأقل خارج الولايات المتحدة. وهي بذلك أكبر منظمة مهنية لعلوم الحياة في العالم.
العضوية مفتوحة للجميع لكن بشروط، فبالإضافة إلى الاهتمام بمجال علم الأحياء الدقيقة؛ يجب على المتقدم للعضوية أن يتوفر على الأقل على درجة البكالوريوس أو ما يعادلها في مجال علم الأحياء الدقيقة أو مجال آخر ذي صلة. لذلك فإن العديد من أعضاء الجمعية يحملون شهادات تعليم عالي تعادل بكالوريا+ 5 أو أعلى. في العادة تقدم العضوية بسعر مخفض بالنسبة للطلاب والزملاء ما بعد الدكتوراه، بالإضافة إلى أعضاء هيئة التدريس الفخريين. تعتمد الجمعية في تمويلها على المستحقات المالية التي يدفعها كل الأعضاء لغرض دعم أنشطة الجمعية.

## التنظيم
يستند هيكل الحوكمة في الجمعية الأمريكية لعلم الأحياء الدقيقة على مكونين رئيسيين:
- مجلس إدارة الجمعية الذي يتألف من 88 عضوا منتخبا، حيث يتحمل كل مستشار مسؤولية ائتمانية على أعمال وأنشطة الجمعية.
- لجنة تنفيد سياسات المجلس؛ التي تتكون من 18 عضوا منتخبا، هي بمثابة لجنة تنفيذية لقرارات مجلس إدارة الجمعية تمتلك سلطة كاملة للتصرف بالنيابة عن المجلس؛ كما تؤدي اللجنة.واجبات أخرى منصوص عليها في مواد الجمعية بعد موافقة المجلس.

بالإضافة لذلك هناك أيضا لجنتان دائمتان تقدمان تقاريرهما مباشرة إلى لجنة تنفيد سياسات المجلس:
1. لجنة الاتصالات، وهي لجنة مسؤولة عن الاتصالات.
2. لجنة الممارسة المهنية، المسؤولة عن الممارسات والأخلاقيات المهنية.[7]

رؤساء هاتين اللجنتين الدائمتين هما عضوان بحكم
منصبيهما في لجنة تنفيد سياسات (لكن من بدون حق التصويت).

## الإجتماعات
تعقد الجمعية ستة اجتماعات سنوية رئيسية، من بينها ثلاثة اجتماعات دولية على الأقل. لعل أبرزها هو الجمع العامة، الذي يركز أساسا على علم الأحياء الدقيقة. وهناك أيضا مؤتمر آخر متعدد التخصصات حول العوامل المضادة للميكروبات وكذا العلاج الكيميائي، يسمى باسم اجتماع الجمعية الأمريكية لعلم الأحياء الدقيقة حول الدفاعات الطبيعية وبحوث الأمراض الناشئة (ASM Biodefense and Emerging Diseases Research Meeting)، معروف تحت اسم "ICAAC"، يعد هذا الاجتماع واحدة من بين أكبر اجتماعات الأمراض المعدية في العالم. كما تنظم الجمعية عدة اجتماعات أخرى ومؤتمرات وندوات بحثية حول قضايا بحثية أكثر تحديدا.
بسبب سمعتها، يمكن للجمعية كذلك تنظيم وإدارة اجتماعات علمية واسعة النطاق لمنظمات خارجية، على غرار «المؤتمر الدولي للأمراض المعدية الناشئة».

## الإصدارات
الجمعية هي ناشر لما يصل إلى ثمانية عشر مجلة ودورية أكاديمية،  من بينها:
- دورية العوامل المضادة للميكروبات والعلاج الكيميائي.
- دورية علم الأحياء الدقيقة البيئية والتطبيقية.
- دوية مراجعات علم الأحياء الدقيقة السريرية.
- دورية إكوسال بلاس.
- مجلة العدوى والحصانة.
- مجلة علم البكتيريا.
- مجلة علم الأحياء الدقيقة السريرية.
- مجلة علم الفيروسات.
- دورية إم بيو.
- مجلة البيولوجيا الجزيئية والخلوية.

تقوم الجمعية أيضا بنشر مجلتها الشهرية الإخبارية «ميكروب»، فضلا عن مجلة فصلية أخرى عن العلم والسياسة تسمى «الثقافات». إضافة إلى ذلك، تنشر الجمعية عددا من الكتب المدرسية من خلال ذراع النشر خاصتها المعروفة تحت اسم «إي إس إم بريس».

## روابط خارجية
- الموقع الرسمي للجمعية الأمريكية لعلم الأحياء الدقيقة (بالإنجليزية)
- بوابة الميكروبيولوجيا السريرية (بالإنجليزية)